# Limonit
Limonit je zmes železovega(III) oksida Fe2O3 in hidroksida Fe(OH)3. Njegovo kemijsko formulo se običajno piše kot FeO(OH)·nH2O, čeprav ni povsem točna, saj je razmerje med oksidom in hidroksidom v limonitu zelo različno. Limonit je skupaj s hematitom in magnetitom pomembna železova ruda. 
Ime je dobil po grški besedi λειμών [leimón], ki pomeni »travnik« in namiguje na njegovo pojavljanje na travnikih in v močvirjih.
Limonit ni pravi mineral in je zmes podobnih hidratiziranih železovih oksidnih mineralov, večinoma getita z lepidokrokitom, jarosita in drugih. Nastaja večinoma v oksidiranem železu in drugih železovih rudnih depozitih kot sedimentni sloj. Limonit se pojavlja tudi kot vezna snov v peščenjakih, ki so bogati z železom. 
Limonit nikoli ne kristalizira v makroskopske kristale, lahko pa ima vlaknato ali mikrokristalinično strukturo. Običajno se nahaja v  strjeni obliki ali v gostih zemljasti masah, včasih tudi v mamilarnih, grozdičastih, ledvičastih ali stalaktitskih habitih.  Njegova barva se spreminja od različnih tonov rjave do rumene. Barva črte je vedno rjava, po čemer se razlikuje od hematita, ki ima rdečo, in magnetita, ki ima črno barvo črte.  
Limonit je znan po tem, da tvori psevdomorfe drugih mineralov, na primer pirita. To pomeni, da se kristal pirita s preperevanjem pretvori v limonit, vendar ohrani svojo prvotno obliko. Limonit lahko nastane tudi iz drugih železovih oksidov, na primer hematita in magnetita. Železov karbonat siderit in z železom bogati silikati so podobni nekaterim granatom.   
Trdota limonita je zelo različna, na splošno pa je v mejah od 4 do 5,5. Njegova specifična teža se spreminja od 2,9 do 4,3.

## Uporaba
Travniška ruda ali rjavo železo se je v preteklosti uporabljala za proizvodnjo železa. Železni klobuki ali konkrecije iz kremenastega železovega oksida so značilne tvorbe, ki so nastale z intenzivno oksidacijo sulfidnih rud. Konkrecije so rudosledcem služile predvsem kot pokazatelji rudnih ležišč. Pri oksidaciji sulfidnih depozitov, ki so vsebovali zlato, je mineralizacija pogosto povzročila koncentriranje zlata v železovih oksidih in kremenu iz česar so nastale konkrecije.
Zlatonosne limonitne konkrecije so se iskale v okrožju Shasta v Kaliforniji. Podobni depoziti se izkoriščajo tudi v bližini Ria Tinta v Španiji in Mount Morgana v Avstraliji. V zlatonosnem pasu Dahlonega v okrožju Lumpkin v ameriški državi Georgiji se je zlato kopalo iz lateritne ali saprolitne zemlje, bogate z limonitom. Zlato primarnih žil se je skoncentriralo v limonitih globoko preperelih kamnin. Podobne globoko preperele zlatonosne železove tvorbe so v Braziliji.
Limonit se zaradi obstojne barve uporablja kot rumeno rjav naravni pigment okra.